# Endo Tatsunori
Tatsunori Endo (sinh ngày 6 tháng 10 năm 1980) là một cầu thủ bóng đá người Nhật Bản.

## Sự nghiệp câu lạc bộ
Tatsunori Endo đã từng chơi cho Tokyo Verdy.